# Олимпијска свечаност

## Свечано отварање
Свечаност отварања Олимпијских игара проткана је многим обичајима који су постали традиционални. По таквој традицији свечаност отварања почиње изласком представника држава на начин да спортисти улазе на стадион по абецедном реду имена својих земаља. Увек прва излази делегација Грчке, домовине Олимпијских игара, а последња делегација државе која организује Игре. На челу репрезентације сваке државе иде спортиста или спортисткиња који имају част ношења заставе своје земље. 
Након што су спортисти – представници свих држава ушли на Олимпијски стадион Игре проглашава отвореним сам шеф државе домаћина. Тада се свира Олимпијска химна и у стадион се уноси Олимпијска застава. За то време бакља с Олимпијским пламеном је на улазу у стадион, где је на крају, преузима последњи носач бакље. Ово је можда највећа част која се може пружити некој особи, а за последњег носача пламена обично се бира истакнути спорттиста, бивши или садашњи, наравно земље домаћина. Последњи носач бакље приноси Олимпијски пламен пламенику који је смештен на доминантном месту Олимпијског стадиона. Ускоро Олимпијски пламен почиње горети свом снагом, уз истовремено пуштање голубова, симбола мира. 
На крају, сви носиоци застава земаља учесница окружују говорницу на коју долази један спортиста и један судија. Први, у име свих спортиста, учесника Игара, а други у име судија који ће судити такмичења на Играма, полажу свечану Олимпијску заклетву да ће се витешки часно и поштено борити и такмичити, односно праведно и непристрано судити.
Уз традиционалне елементе отварања Олимпијских игара, свака земља домаћин у ту свечаност уноси и делове своје културе, традиције и обичаја.

## Свечано затварање
Затварање Олимпијских игара није проткано тако строгим правилима као свечано отварање. Спортисти свих земаља улазе на стадион, али не, као приликом отварања, строго иза свог националног стега, него сви помешани, да би се тиме симболизовало јединство спортске младости света. Олимпијски пламен полако се гаси, Олимпијска застава полако се спушта низ јарбол, скида се, слаже и предаје градоначелнику града-домаћина следећих Олимпијских игара.
Председник МОК-а проглашава Олимпијске игре затвореним.